# Thecla callao
Thecla callao är en fjärilsart som beskrevs av Druce 1907. Thecla callao ingår i släktet Thecla och familjen juvelvingar. Inga underarter finns listade i Catalogue of Life.